# Spaniens MotoGP 2007
Spaniens MotoGP 2007 var ett race som var den andra deltävlingen av arton i Roadracing-VM 2007 och kördes den 25 mars 2007 på Jerez i Spanien.

## MotoGP
Efter det jämnaste kvalet någonsin med mer än 10 förare inom en sekund blev det ett utdraget race, där Valentino Rossi inte hade några större problem att vinna. Det var en stor framgång för Michelin, då hela podiet hade deras däck. Casey Stoner tappade VM-ledningen med en femteplats.

### Resultat
| Plats | Förare            | Märke    | Grid | Kvaltid  |
| ----- | ----------------- | -------- | ---- | -------- |
| 1     | Valentino Rossi   | Yamaha   | 2    | 1.39,453 |
| 2     | Dani Pedrosa      | Honda    | 1    | 1.39,402 |
| 3     | Colin Edwards     | Yamaha   | 4    | 1.39,486 |
| 4     | Toni Elías        | Honda    | 8    | 1.39,660 |
| 5     | Casey Stoner      | Ducati   | 5    | 1.39,524 |
| 6     | Carlos Checa      | Honda    | 3    | 1.39,460 |
| 7     | Nicky Hayden      | Honda    | 11   | 1.39,834 |
| 8     | Marco Melandri    | Honda    | 9    | 1.39,722 |
| 9     | Chris Vermeulen   | Suzuki   | 14   | 1.40,328 |
| 10    | Shinya Nakano     | Honda    | 7    | 1.39,632 |
| 11    | Alex Barros       | Ducati   | 13   | 1.40,196 |
| 12    | Loris Capirossi   | Ducati   | 15   | 1.40,391 |
| 13    | Randy de Puniet   | Kawasaki | 12   | 1.39,883 |
| 14    | Makoto Tamada     | Yamaha   | 17   | 1.40,617 |
| 15    | Sylvain Guintoli  | Yamaha   | 20   | 1.41,219 |
| 16    | Kenny Roberts Jr. | KR-Honda | 10   | 1.39,727 |
| 17    | Kousuke Akiyoshi  | Suzuki   | 19   | 1.41,202 |
| 18    | Olivier Jacque    | Kawasaki | 16   | 1.40,405 |
| 19    | John Hopkins      | Suzuki   | 6    | 1.39,625 |
| 20    | Alex Hofmann      | Ducati   | 18   | 1.40,710 |

### Pole och snabbaste varv
| Pole Position | Tid      | Snabbaste varv  | Tid      |
| ------------- | -------- | --------------- | -------- |
| Dani Pedrosa  | 1.39,402 | Valentino Rossi | 1.40,905 |